# Coronel Sapucaia
Coronel Sapucaia este un oraș în Mato Grosso do Sul (MS), Brazilia.